# Satèl·lit asteroidal

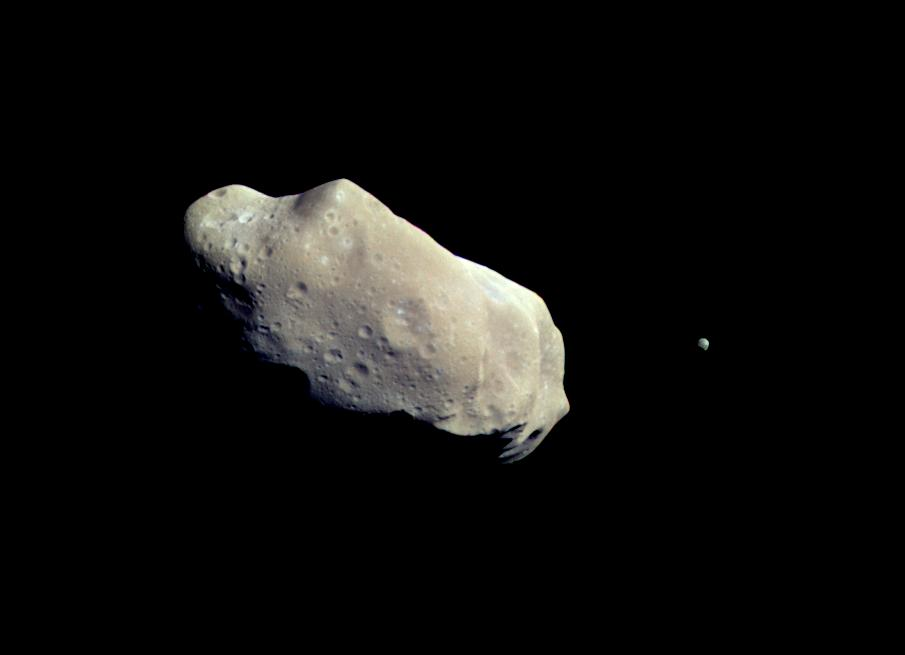
(243) Ida i la seva lluna Dàctil

Un satèl·lit asteroidal és un asteroide que gira a l'entorn d'un altre asteroide. Els asteroides poden tenir llunes, en alguns casos de molta grandària. Els asteroides amb llunes grans generalment s'anomenen asteroides binaris. El terme asteroide doble s'usa a vegades per als sistemes en què l'asteroide i la seva lluna són aproximadament de la mateixa grandària.
L'origen de les llunes asteroidals no es coneix amb certesa, i hi ha una varietat de possibilitats. Una teoria àmpliament acceptada és que estes llunes de l'asteroide es formen de les runes expulsades per l'asteroide primari després d'un impacte. Poden formar-se altres aparellaments quan un asteroide xicotet és capturat per la gravetat d'un de més gran.
La primera lluna asteroidal identificada va ser Dàctil, que gira a l'entorn de (243) Ida. La va descobrir la sonda Galileu el 1993. La segona es va descobrir al voltant de (45) Eugenia el 1998. Unes 37 llunes asteroidals s'han descobert amb telescopis des de la Terra. S'han descobert les llunes asteroidals orbitant el cinturó principal, els asteroides troians, els asteroides Apol·lo, i el cinturó de Kuiper. El 2005, es van descobrir dues llunes girant a l'entorn de l'asteroide (87) Sylvia, que és el primer asteroide triple conegut.
Un exemple d'un asteroide doble és (90) Antiope, en què dos components iguals en grandària giren a l'entorn del centre comú de gravetat.

## Asteroides notables amb les seves llunes
| Nom                | Tipus orbital     | Diàmetre (km) | Nom del satèl·lit   | Diàmetre del satèl·lit (km) | Distància entre els dos (km) |
| ------------------ | ----------------- | ------------- | ------------------- | --------------------------- | ---------------------------- |
| (22) Cal·líope     | cinturó principal | 181           | (22) 1 Linus        | 38                          | 1.063                        |
| (45) Eugenia       | cinturó principal | 215           | (45) 1 Petit-Prince | 13                          | 1.190                        |
| (87) Sylvia        | cinturó principal | 261           | (87) 1 Ròmul        | 15                          | 1.370                        |
| "                  | "                 | "             | (87) 2 Rem          | 7                           | 706                          |
| (90) Antiope       | cinturó principal | 85            | S/2000 (90) 1       | 85                          | 170                          |
| (107) Camilla      | cinturó principal | 223           | S/2001 (107) 1      | 9                           | 1.000                        |
| (121) Hermione     | cinturó principal | 209           | S/2002 (121) 1      | 13                          | 795                          |
| (243) Ida          | cinturó principal | 108           | (243) 1 Dàctil      | 1.4                         | 108                          |
| (283) Emma         | cinturó principal | 148           | S/2003 (283) 1      | 12                          | 370                          |
| (617) Patrocle     | asteroide troià   | 105           | S/2001 (617) 1      | 95                          | 610                          |
| (762) Pulcova      | cinturó principal | 137           | S/2000 (762) 1      | 20                          | 810                          |
| (1509) Esclangona  | cinturó principal | 12            | S/2003 (1509) 1     | 4                           | 140                          |
| (3671) Dionís      | Asteroide Apol·lo | 7             | S/1997 (3671) 1     | 0.4                         | 140                          |
| (3749) Balam       | cinturó principal | 1.5           | S/2002 (3749) 1     | 1.5                         | 350                          |
| (26308) 1998 SM165 | TNO               | 465           | S/2001 (26308) 1    | 180                         | 6.000                        |
| (47171) 1999 TC36  | Plutí             | 680           | S/2001 (47171) 1    | 290                         | 8.000                        |
| (66391) 1999 KW₄   | Asteroide Apol·lo | 1.2           | S/2001 (66391) 1    | 0.4                         | 2.2                          |